# ناباهندیا
ناباهندیّا دهستانی در استان آبیلای اسپانیا است.
در این دهستان ۱۶۷ نفر زندگی می‌کنند. مساحت این دهستان ۲۱٫۸۹ کیلومتر مربع است.